# Казале Кремаско Видоласко
Казале Кремаско Видоласко (итал. Casale Cremasco-Vidolasco) је насеље у Италији у округу Кремона, региону Ломбардија.
Према процени из 2011. у насељу је живело 1326 становника. Насеље се налази на надморској висини од 90 м.

## Становништво
| 1931. | 1936. | 1951. | 1961. | 1971. | 1981. | 1991. | 2001. | 2011. |
| ----- | ----- | ----- | ----- | ----- | ----- | ----- | ----- | ----- |
| 1.220 | 1.211 | 1.379 | 1.276 | 1.158 | 1.104 | 1.148 | 1.546 | 1.826 |